# Cylindropuntia imbricata subsp. spinosior
Cylindropuntia imbricata subsp. spinosior, conocida comúnmente como cholla de caña, es una subespecie de planta suculenta perteneciente al género Cylindropuntia, dentro de la familia Cactaceae. Es una subespecie de Cylindropuntia imbricata y se distribuye desde Arizona hasta Nuevo México y México (concretamente en los estados mexicanos de Sonora, Chihuahua y Durango). Además se ha introducido en España, donde se la considera una especie invasora.

## Descripción
Cylindropuntia imbricata subsp. spinosior es una subespecie de cactus que crece como un arbusto o pequeño árbol con ramas dispuestas en verticilos, alcanzando alturas de 0,4 a 2 m.
Los tallos son erectos, articulados y están formados por segmentos que a diferencia de otras chollas no se desprenden con facilidad. Cada uno de ellos mide de 5 a 23 cm de largo y de 1,3 a 3,5 cm de diámetro. Son cilíndricos, similares a cuerdas o con forma de maza y tienen la epidermis de color verde a ligeramente morado. Presentan tubérculos aplanados lateralmente, son ovalados largos y llegan a medir de 2 a 2,5 cm de longitud.

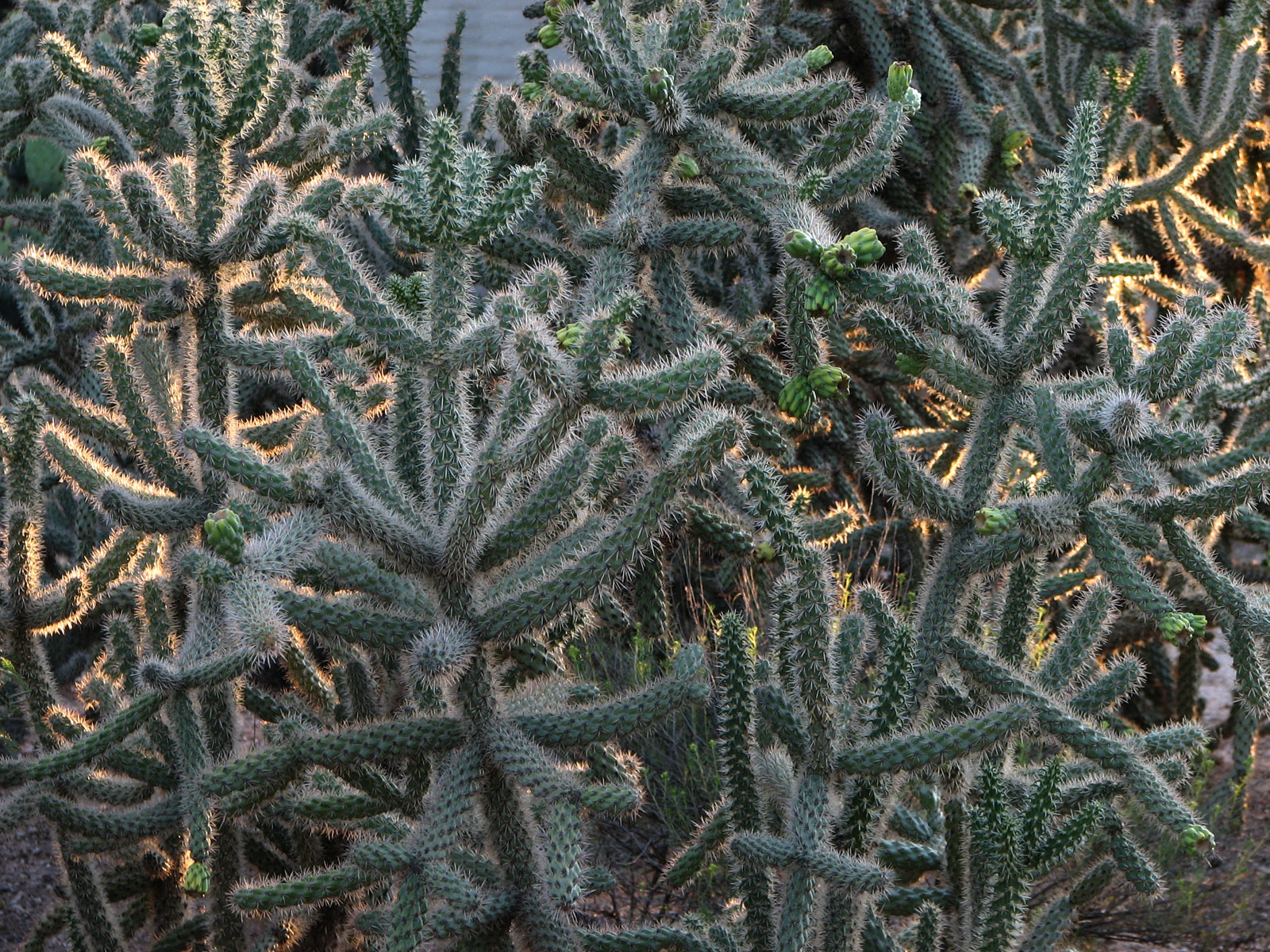
Porte de la planta

Sobre los tallos se asientan areolas elípticas lanudas que aunque inicialmente son de color amarillo a canela, con el tiempo se tornan grises. Poseen gloquidios de color amarillo o parto, de alrededor de 1 a 2 mm de largo, los cuales pueden desprenderse y adherirse a la piel cuando manipulamos la planta. También tienen de 4 a 24 espinas entrelazadas muy afiladas presentes en la mayoría de las areolas y no ocultan los tallos. Están cubiertas por una vaina epidérmica holgada de color blanquecino que parece de papel durante el primer año de desarrollo. Son de color canela, rosa y marrón rojizo. 
También presentan pequeñas hojas suculentas cilíndricas en la base de las areolas. Miden de 0,8 a 2,4 cm de largo y se caen prematuramente, por lo que no suelen verse en los segmentos maduros.
Las flores son de color rosa a púrpura rojizo, púrpura bronce, amarillas o blanquecinas. Se abren durante el día (diurnas) y son polinizadas por abejas. Tienen forma de cuerno, nacen en los extremos de las ramas y aparecen a finales de la primavera o principios del verano. 

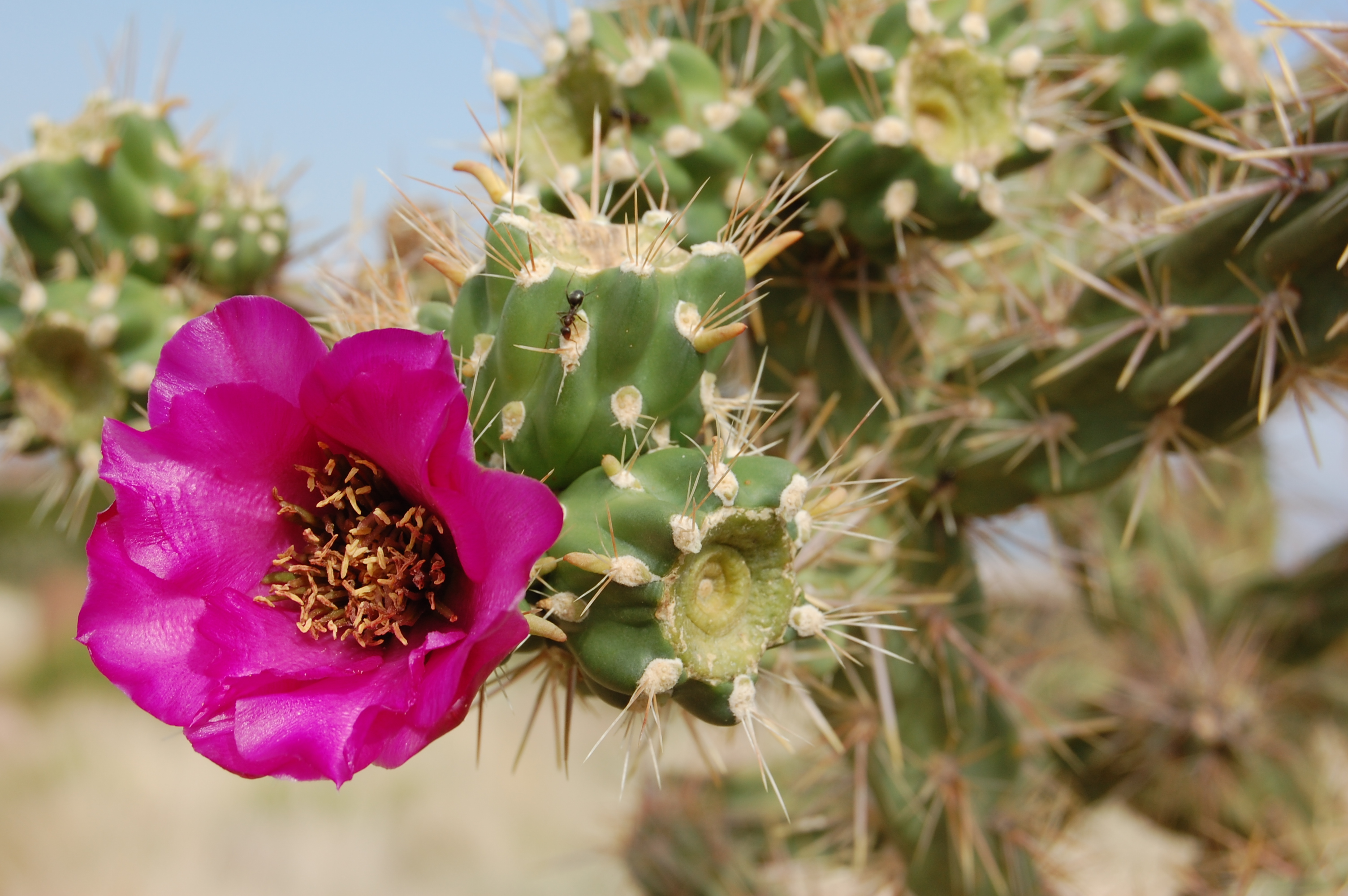
Detalle de la flor

Los frutos son anchos, cilíndricos, de color amarillo y teñidos de púrpura en la madurez. Son carnosos y muy tuberculados. Miden de 2 a 5 cm de largo y tienen un diámetro de 1,7 a 3 cm. Los frutos rara vez proliferan.

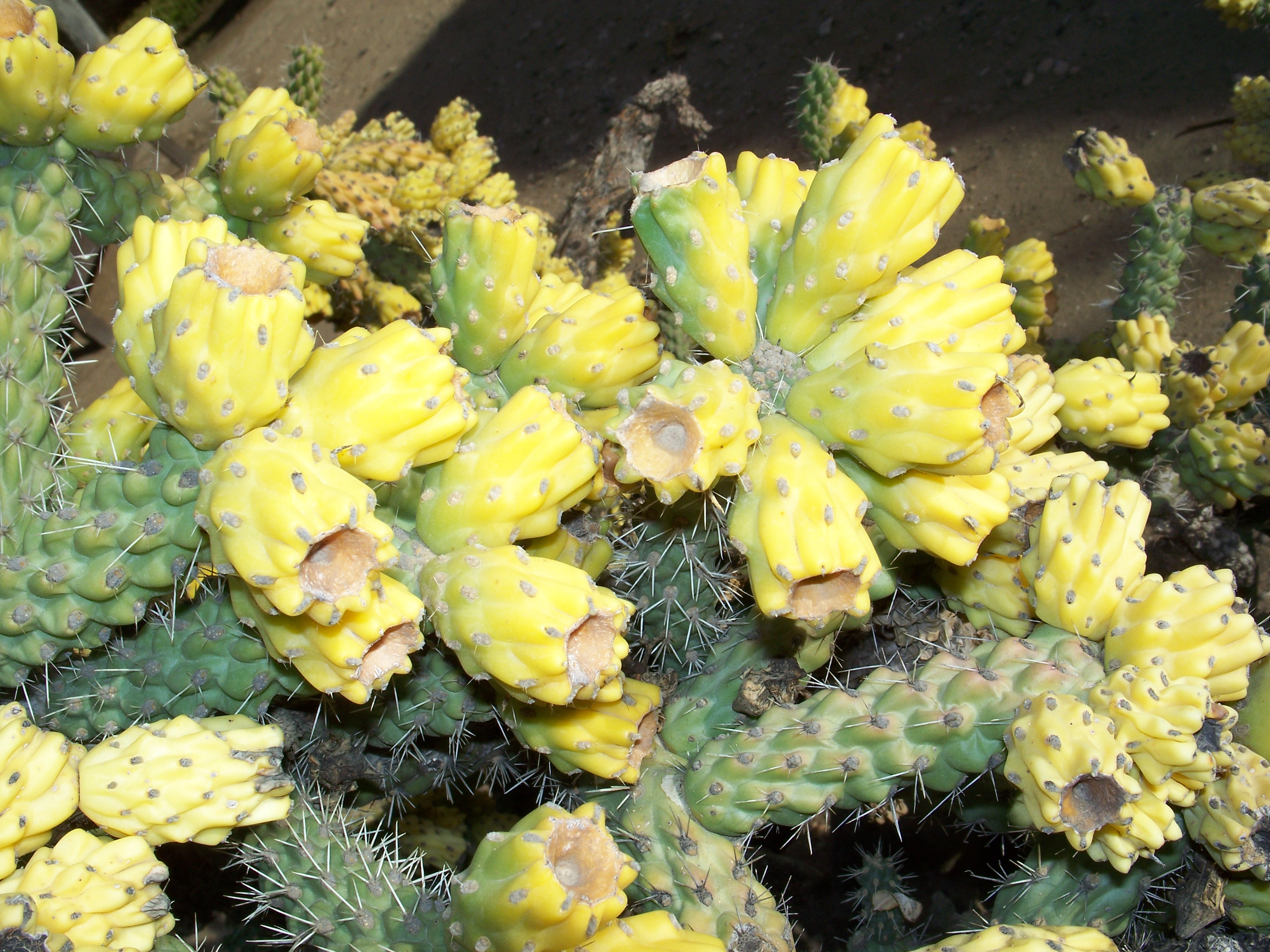
Frutos

Además de la reproducción sexual, la planta suele reproducirse a partir de tallos caídos, los cuales suelen ser dispersados a cierta distancia al adherirse al pelo de los animales.

## Distribución y hábitat
El área de distribución nativa de esta subespecie abarca Arizona hasta Nuevo México y México (concretamente en los estados mexicanos de Sonora, Chihuahua y Durango). Además se ha introducido en España, donde se la considera una especie invasora.

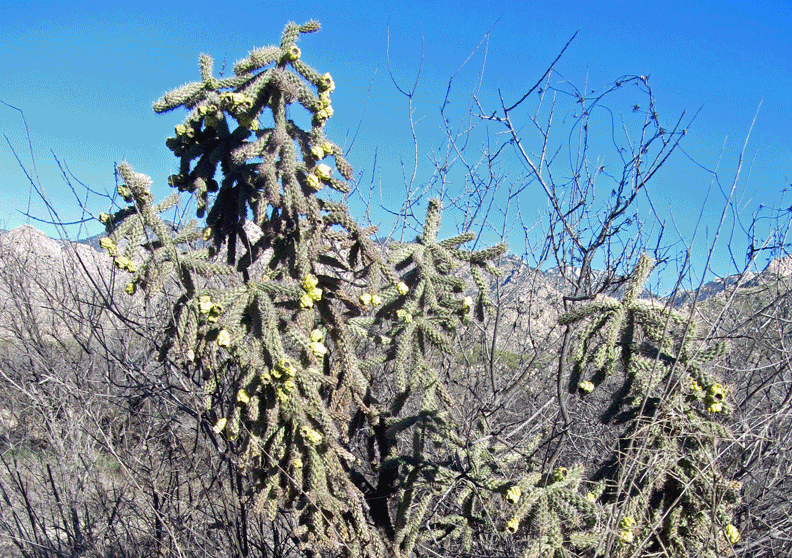
En su hábitat

Crece principalmente en biomas desérticos o de matorrales secos, sobre suelos arenosos o francos, a elevaciones de 600 a 2000 metros sobre el nivel del mar.

## Ecología

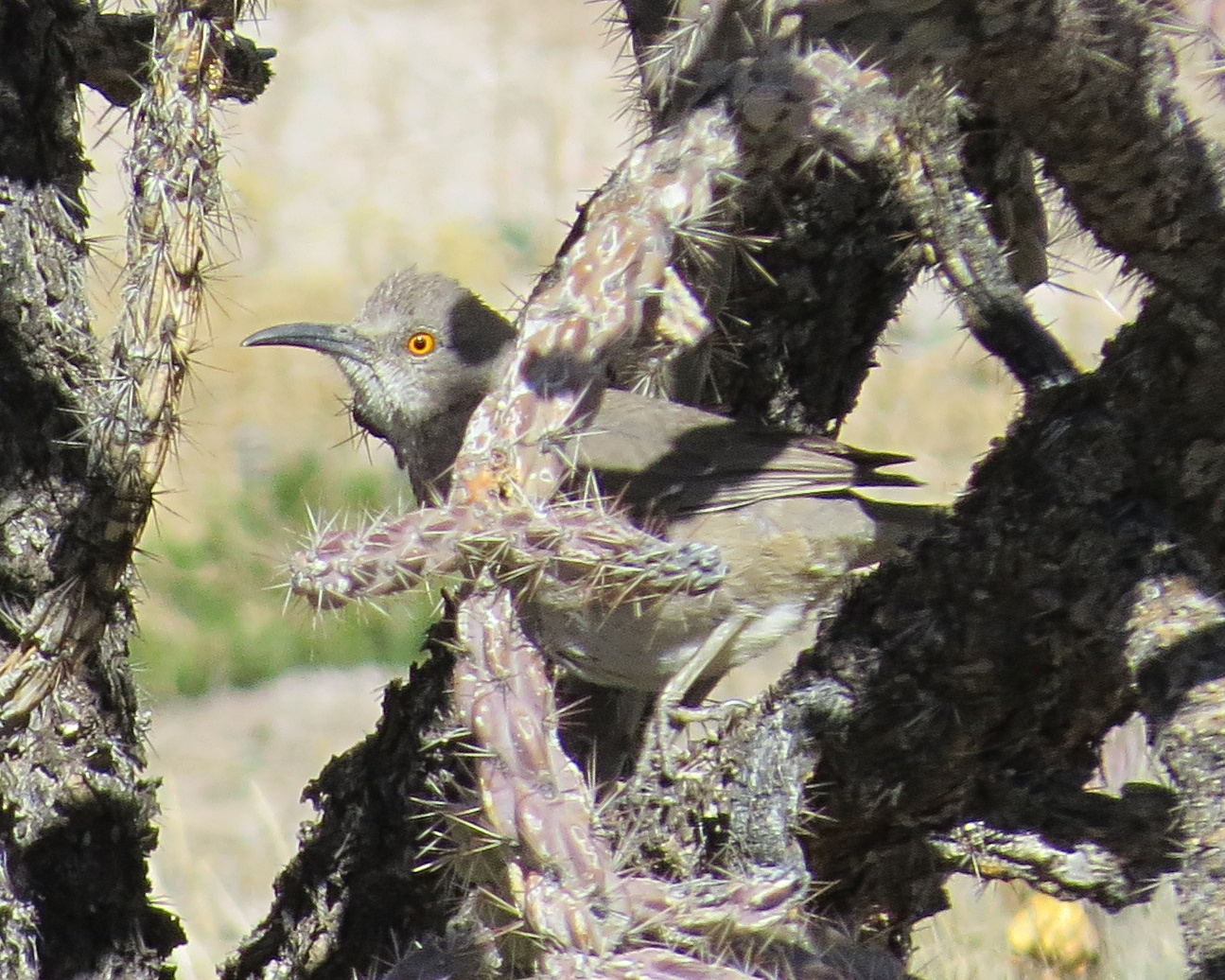
Cuicacoche piquicurvo en su refugio.

Los frutos son consumidos por diversas aves y mamíferos silvestres, como el berrendo (Antilocapra americana), el borrego cimarrón del desierto (Ovis canadensis nelsoni) y el ciervo. Además, algunas vacas han aprendido a comer sus frutos a pesar del dolor que causan sus espinas y muchos animales pequeños utilizan la planta como refugio o zona de nidificación.
También se ha observado que la abeja cortadora de hojas (Lithurgus apicalis) poliniza las flores de la planta y puede llegar a vivir hasta 20 años o más en su hábitat.

## Taxonomía
La primera descripción de esta subespecie fue como Opuntia whipplei var. spinosior, publicada en 1856 por el botánico alemán George Engelmann en Syn. Cact. U.S.: 51.
Posteriormente, los botánicos Marc A. Baker, Michelle A. Cloud-Hughes y Lucas C. Majure colocaron la variedad como una subespecie de Cylindropuntia imbricata, pasando a llamarse Cylindropuntia imbricata subsp. spinosior y anotando estos cambios en la revista científica Madroño 66: 93 en el año 2019.
Etimología
- Cylindropuntia: nombre genérico formado por dos palabras: el sustantivo griego kýlindros (que significa 'cilindro') y el género Opuntia, (con el que el género tiene similitudes), haciendo referencia a la forma cilíndrica de los tallos de las plantas.
- imbricata: epíteto específico latino que significa ‘similar a una teja’, haciendo referencia a los tubérculos superpuestos de los brotes.
- spinosior: epíteto específico latino que significa "espinoso", haciendo referencia a la gran cantidad de espinas que presentan los tallos de la especie.[11][12]

## Estado de conservación
En la Lista Roja de Especies Amenazadas de la UICN, la especie está clasificada como de “Preocupación Menor (LC)” y no se conocen amenazas importantes para la conservación de esta subespecie, ya que es bastante común.

## Importancia económica y cultural

### Cultivo
La subespecie se cultiva como planta ornamental y su propagación se realiza principalmente a través de esquejes.

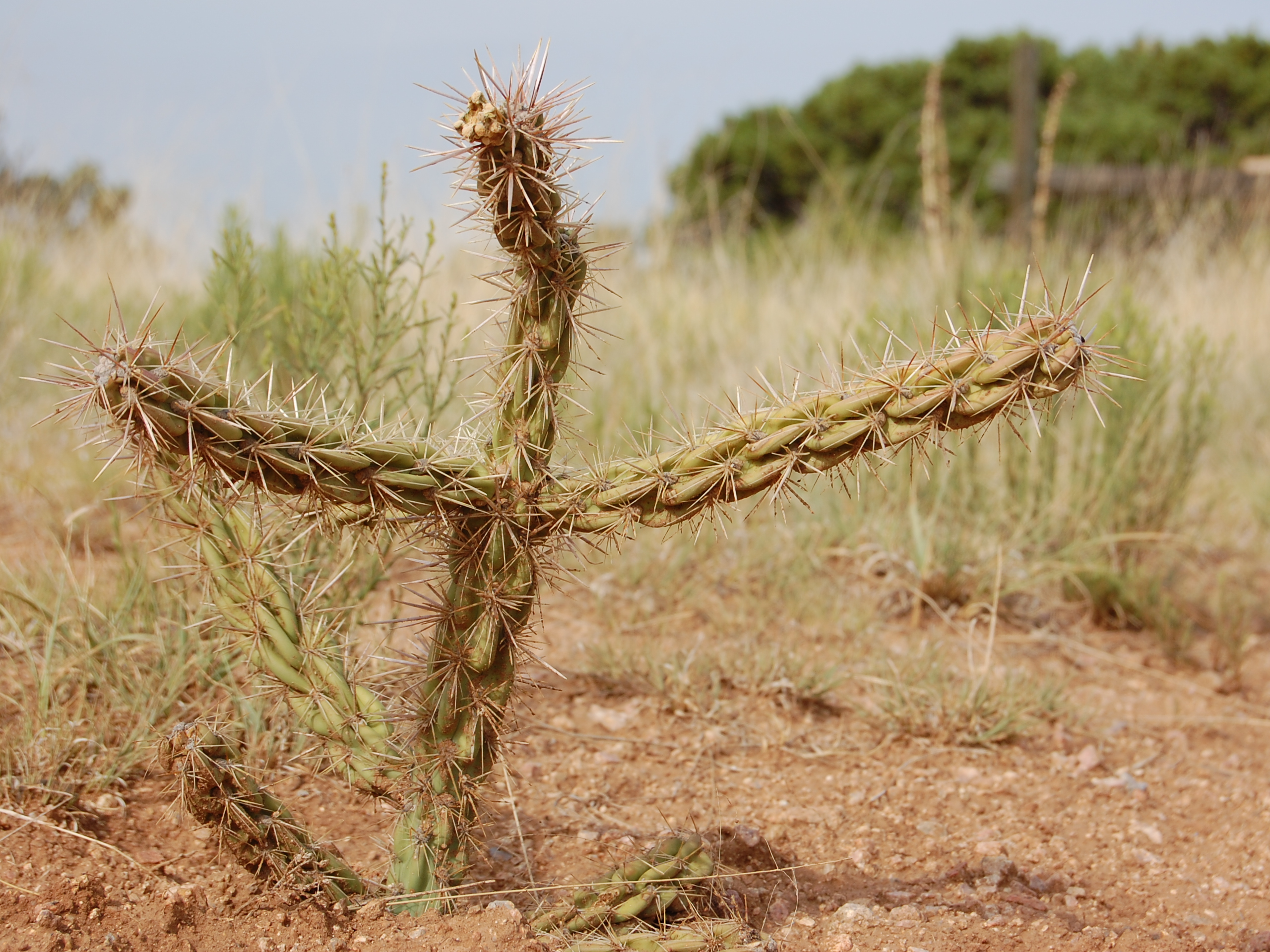
Planta en crecimiento

Además, aunque sus frutos son de sabor insípido, se dice que los indígenas de Arizona y Nuevo México los consumían. También se utiliza como forraje para el ganado cuando no hay otras opciones disponibles.

### Etnobotánica
Los penitentes católicos de Nuevo México antiguamente ataban tallos frescos a sus espaldas desnudas en las procesiones de Semana Santa.

### Otros usos
Los tallos muertos se descomponen, dejando un tubo hueco de madera con un patrón de ranuras longitudinales. Estos se usan para fabricar bastones u objetos curiosos.

## Nombres comunes
Los nombres comunes de esta subespecie son: abrojo, cardenche, cardona, cardón, chumbera verrugosa, cholla, cholla de caña, cholla coyonoxtle, choya, cojonostle, coyonoiste, coyonoistle, coyonoixtle, coyonostle, coyonostli, coyonoxtle, entraña, huevos de coyote, jaconoxtli, joconostle, joconostli, joconoxtle, tasajo, tasajo macho, tencholete, tencholote, tincholote, tuna joconoxtla, tuna joconoxtli, vela de coyote, velas de coyote, xoconostle y xoconostli.